# Leki anorektyczne
Leki anorektyczne, anorektyki – substancje hamujące uczucie głodu (suplementy diety lub leki), powodujące ograniczenie spożywania pokarmów.

## Aktualnie wprowadzone na rynek substancje hamujące łaknienie
Następujące leki są zarejestrowane przez ATC jako preparaty służące do leczenia otyłości:   
- fentermina (Fastin, Adipex, Ionamin i inne)
- dietylopropion (Tenuate)
- sibutramina (Meridia, Reductil)(Meridia, jest obecnie wycofana)
- rimonabant (Acomplia)

Następujące leki są dodatkowo wymienione w MeSH jako obniżające łaknienie: 
- benfluoreks
- butenolid
- FG 7142
- norpseudoefedryna
- fenmetrazyna
- fenylopropanolamina
- piroglutamylo-histydiol-glicyna

Inne związki chemiczne zarejestrowane jako hamujące łaknienie: 
- fendimetrazyna (Prelu-2, Bontril)
- benzfetamina (Didrex)
- oksyntomodulina
- metylofenidat (Concerta, Medikinet)
- fenyloetyloamina (Trimspa)
- chlorfentermina
- mazindol